# Gefecht bei Lambach (1805)
Kap Finisterre – Wertingen – Günzburg – Haslach-Jungingen – Elchingen – Ulm – Trafalgar – Caldiero – Mehrbach – Lambach – Bodenbühl – Steyr – Amstetten – Mariazell – St. Pölten – Kap Ortegal – Dürnstein – Schöngrabern – Wischau (Vyškov) – Austerlitz – San Domingo
Das Gefecht bei Lambach war ein Scharmützel des Dritten Koalitionskrieges, bei dem am 31. Oktober 1805 die von Pjotr Bagration befehligte Nachhut der sich zurückziehenden Truppen der österreichisch-russischen Koalition von den französischen Truppen unter Marschall Davout bei Lambach aufgerieben wurde.

## Vorgeschichte
Das Gefecht bei Lambach fand unmittelbar nach der Kapitulation der österreichischen Truppen in Ulm statt, von wo der Grande Armée der Weg nach Wien offenstand. Die französischen und bayerischen Truppen folgten den sich zurückziehenden österreichischen Verbänden unter Kienmayer, die sich bei Braunau mit russischen Truppen vereinigt hatten, in den österreichischen Donauraum und lieferten sich mehrere Nachhutgefechte.

## Schlachtverlauf
Die österreichische Nachhut unter Generalmajor Schustekh wollte die Grande Armée in Gaspoltshofen in Gefechte verwickeln, um den österreichischen Truppen den geordneten Rückzug über die Traun bei Lambach zu ermöglichen. Obwohl die Nachhut laufend zurückgeworfen wurde, gelang es ihr, das Vorrücken der Grande Armée ausreichend lang zu verzögern. Nach einem heftigen Kampf um die Brücke über die Traun gelang es den österreichischen Truppen, diese in Brand zu setzen. Die Franzosen setzten daraufhin unterhalb von Lambach mit Schiffen über die Traun und nötigten dadurch die in Lambach wartende Nachhut, sich nach Kremsmünster zurückzuziehen.

## Folgen
Den Österreichern gelang es nicht, die vorrückenden Truppen der Grande Armée aufzuhalten.